# 마케도니아 요리 (그리스)
마케도니아 요리(Macedonia料理, 그리스어: Μακεδονική κουζίνα 마케도니키 쿠지나[*])는 그리스 요리와 마케도니아 지방의 특질을 살린 요리로서 그리스-터키 인구 교환으로 소아시아와 이스탄불에서 건너온 그리스계 피난민들의 요리를 받아들였다.

## 음식
- 파스트르마
- 타히니

## 같이 보기
- 오스만 요리
- 비잔틴 요리
- 그리스 요리
- 지중해 요리
- 북마케도니아 요리